# Jarbas Lima
Jarbas de Melo e Lima (Lagoa Vermelha, 11 de janeiro de 1940) é um advogado, político e professor universitário brasileiro.

## Trajetória
Ingressou no curso de direito da Universidade de Passo Fundo no ano de 1960 e, ainda estudante, iniciou sua atuação política. Em novembro de 1963 elegeu-se vereador em Vacaria, na legenda do Partido Libertador (PL) e, no ano seguinte, concluiu sua graduação.
Após a extinção dos partidos políticos pelo Ato Institucional nº 2, de 27 de outubro de 1965, filiou-se à Aliança Renovadora Nacional (Arena), partido de apoio ao regime militar instaurado no país em abril de 1964. Concluído o mandato de vereador em 1968, passou a atuar como advogado em Vacaria e região, tendo também exercido a função de promotor de justiça.
De volta à política, em novembro de 1974 elegeu-se deputado estadual pela ARENA e presidiu, entre 1977 e 1978, a Comissão de Finanças e Planejamento. Foi reeleito pelo mesmo partido em 1978. Reelegeu-se mais três vezes pelo Partido Democrático Social (PDS). Foi secretário de Justiça no governo de Jair Soares (1983-1987).
Fez parte da Assembleia Constituinte estadual em 1989, durante a qual foi presidente da Comissão Constituinte e da Comissão de Sistematização, membro da Comissão de Organização do Estado e suplente da Comissão de Organização dos Poderes.
Concorreu para prefeito de Porto Alegre nas eleições de 1992, ainda pelo PDS.
Entre 1995 e 1999 foi deputado federal pelo Rio Grande do Sul.
Atualmente, Jarbas é professor de Direito Constitucional da Faculdade de Direito da Pontifícia Universidade Católica do Rio Grande do Sul, da qual ele já foi também diretor.
Em 2000, Jarbas Lima foi presidente do Sport Club Internacional.